# Debut (Björk)
Debut è l'album di debutto internazionale di Björk, anche se come solista aveva già prodotto un album omonimo nel 1977.

## Descrizione
Debut è stato il primo lavoro solista di Björk dopo aver lasciato la band The Sugarcubes. Prodotto da Nellee Hooper, Debut è stato inquadrato nei generi art pop, elettropop, trip hop, alternative dance e world music, e incorpora, inoltre, una forte influenza jazz e house. È anche considerato l'album più votato al pop della cantante e contiene numerose canzoni dal ritmo veloce e ballabile, dalla hit Big Time Sensuality a Violently Happy. Non mancano però le premesse per i suoi lavori più eclettici, ad esempio The Anchor Song, in cui Björk canta accompagnata da tromboni e altri strumenti a fiato.
Mentre nella versione giapponese del CD è stata inserita la traccia Atlantic, la versione occidentale contiene Play Dead, canzone struggente che contrasta la spensieratezza dei brani precedenti, facente originariamente parte della colonna sonora del film Young Americans.
La canzone Venus as a Boy, una delle più famose contenute nell'album, fa parte della colonna sonora del film Leòn, di Luc Besson, ed è inserita nella scena degli "addestramenti" dei due protagonisti.
Il 26 aprile 2019 l'album viene rilasciato dalla One Little Independent Records anche in formato di musicassetta.

## Tracce
Edizione standard
1. Human Behaviour – 4:10 (Björk, Nellee Hooper)
2. Crying – 4:52 (Björk, Nellee Hooper)
3. Venus as a Boy – 4:42 (Björk)
4. There's More to Life Than This (recorded live at the Milk Bar toilets) – 3:21 (Björk, Nellee Hooper)
5. Like Someone in Love – 4:33 (Johnny Burke, James Van Heusen)
6. Big Time Sensuality – 3:57 (Björk, Nellee Hooper)
7. One Day – 5:24 (Björk)
8. Aeroplane – 3:54 (Björk)
9. Come to Me – 4:55 (Björk)
10. Violently Happy – 4:59 (Björk, Nellee Hooper)
11. The Anchor Song – 3:32 (Björk)

Bonus track internazionale
1. Play Dead – 3:56 (Björk, David Arnold, Jah Wobble)

Bonus tracks per il Giappone
1. Atlantic – 2:04 (Björk)
2. Play Dead – 3:56 (Björk, David Arnold, Jah Wobble)

## Formazione
Di seguito sono elencati i musicisti che hanno suonato nel disco e il personale che ha collaborato alla sua realizzazione.

### Musicisti
- Björk – voce solista, arrangiatore, programmatore, linee di basso, tastiere, programmazione degli ottoni
- Garry Hughes – tastiere, organo Hammond, programmazione
- Oliver Lake – arrangiatore musicale, ance
- Corky Hale – arpa
- Gary Barnacle – ottone
- Marius de Vries – tastiere, programmazione
- Nellee Hooper – percussioni, batteria
- Luís Jardim – basso, percussioni, batteria
- Talvin Singh – regista, tabla
- Bruce Smith – percussioni, batteria
- Martin Virgo – tastiere, programmazione
- Paul Waller – tastiere, programmazione
- Jon Mallison – chitarra
- Mike Mower – ottone
- Jhelisa Anderson – cori

### Personale tecnico
- Björk – composizione (tracce 1–4, 6–13), produttore (tracce 5, 11, Atlantic)
- Paul Corkett – ingegnere del suono
- Nellee Hooper – composizione (tracce 1, 2, 4, 6, 10), produttore (tracce 1–10), ingegnere del suono
- Johnny Burke – composizione (traccia 5)
- James Van Heusen – composizione (traccia 5)
- Howie B – ingegnere del suono
- Hugo Nicolson – ingegnere del suono
- Brian Pugsley – ingegnere del suono
- Al Stone – ingegnere del suono
- Mark Warner – assistente ingegnere
- Paul Wertheimer – ingegnere del suono
- Goetz Botzenhardt – assistente tecnico
- Jim Abbiss – ingegnere del suono
- Dave Burnham – ingegnere del suono
- Jean-Baptiste Mondino – fotografia
- Pete Lewis – assistente ingegnere
- Jon Mallison – assistente ingegnere
- Mike Marsh – mastering
- Tim Dickenson – assistente ingegnere
- Andy Bradford – assistente ingegnere
- Oggy – assistente tecnico
- H. Shalleh – ingegnere del suono
- David Arnold – composizione (Play Dead), produttore (Play Dead)
- Jah Wobble  – composizione (Play Dead)
- Danny Cannon – produttore (Play Dead)
- Tim Simenon – produttore (Play Dead)

## Classifiche

### Classifiche settimanali
| Classifica (1993)         | Posizione massima |
| ------------------------- | ----------------- |
| Australia                 | 10                |
| Austria                   | 27                |
| Francia                   | 25                |
| Germania                  | 24                |
| Norvegia                  | 9                 |
| Nuova Zelanda             | 5                 |
| Paesi Bassi               | 5                 |
| Regno Unito               | 3                 |
| Stati Uniti               | 61                |
| Stati Uniti (heatseekers) | 1                 |
| Svezia                    | 2                 |
| Svizzera                  | 18                |
| Classifica (2016)         | Posizione massima |
| Messico                   | 20                |

### Classifiche di fine anno
| Classifica (2009) | Posizione |
| ----------------- | --------- |
| Islanda           | 72        |